# Prionotoleberis
Prionotoleberis is een geslacht van kreeftachtigen uit de klasse van de Ostracoda (mosselkreeftjes).

## Soorten
- Prionotoleberis abyssicola (Sars, 1869) Kornicker, 1988
- Prionotoleberis fax Kornicker & Caraion, 1974
- Prionotoleberis gyion Kornicker, 1974
- Prionotoleberis lux Kornicker, 1992
- Prionotoleberis norvegica (Sars, 1869) Kornicker, 1988
- Prionotoleberis pax Kornicker & Caraion, 1974
- Prionotoleberis rex Kornicker, 1989
- Prionotoleberis salomani Kornicker, 1986
- Prionotoleberis styx Kornicker, 1991